# Ига-рюха Кацусин-рю
Ига-рюха Кацусин-рю (яп. 為我流派勝新流) — древняя школа дзюдзюцу, классическое боевое искусство Японии, основанное мастером по имени Фудзисаки Томинодзё Ёсимити.

## История
Корни школы Ига-рюха Кацусин-рю идут от Ига-рю дзюдзюцу (не путать с Ига-рю ниндзюцу), являющегося комбинацией иных стилей боевых искусств. Ига-рю была основана мастером по имени Эбата Мокуэмон Митидзанэ (яп. 江畑杢右衛門満眞). Эбата с детства обучался боевым искусствам. Он изучал Фудзияма-рю (дзюдзюцу, иайдзюцу, когусоку; под руководством Сукэгава Тадаёси (яп. 助川忠良)), Ёсиока-рю (дзюдзюцу; под руководством укадзава Матаиси Танэцугу (яп. 深沢又市胤次)) и Бугё-рю (иай).
8-й сокэ Ига-рю, Фудзисаки Томинодзё Ёсимити, изучал техники различных школ боевых искусств, включая Мидзуно-рю и Бугё-рю до того, как стал главою Ига-рю. Наибольшее влияние на него оказала школа Тэндзин Синъё-рю, традициям которой он обучался на протяжении 1830 — 1844 годов и где достиг уровня кудэн. Разработав большое число собственных техник, Фудзисаки дал своей системе новое имя — Ига-рюха Кацусин-рю (иногда называемая просто Кацусин-рю).
Позже школа перешла под руководство мастера по имени Оути Фудзидзиро Таданобу.
Текущим и 13-м сокэ школы Ига-рюха Кацусин-рю является Нэмото Кэнити. Сама школа входит в состав организации Нихон Кобудо Кёкай.

## Программа обучения
В программу обучения школы Ига-рюха Кацусин-рю входят атэми вадза (яп. 当身技, ударные техники), кэри вадза и гяку вадза (яп. 逆技).
Интересен, также, тот факт, что школа Мухи Мутэки-рю (дзёдзюцу и бодзюцу) испытала влияние стиля Ига-рюха Кацусин-рю, так как 9-й глава школы, Оути Фудзидзиро, являлся её наследником. Поэтому в программе обучения данной школы присутствуют техники дзюдзюцу стиля Кацусин-рю.

## Генеалогия
Линия передач традиций школы Ига-рюха Кацусин-рю выглядит следующим образом:
1. Эбата Мокуэмон Митидзанэ, основатель Ига-рю;
2. Асахи Хатироэмон Масаюки (яп. 朝日八郎衛門申之);
3. Касима Такэдзиэмон Харуясу;
4. Касима Дзосюэмон Такахиро;
5. Убэ Дзиндзаэмон Ясуюки;
6. Касима Томодзиэмон Норитоси;
7. Касима Ёсукэ Сигэнобу (яп. 鹿島要介重信);
8. Фудзисаки Томинодзё Ёсимити (яп. 藤咲富之丞可道);
9. Оути Фудзидзиро Таданобу (яп. 大内藤次郎忠信);
10. Кацумура Сосити Таданобу (яп. 勝村惣七忠信);
11. Нэмото Унокити Тадакацу (яп. 根本卯之吉忠勝);
12. Нэмото Хэйдзабуро Тадахиса (яп. 根本平三郎唯久);
13. Нэмото Кэнити Тадаюки (яп. 憲一唯之).